# Ajac
Ajac is een gemeente in het Franse departement Aude (regio Occitanie) en telt 228 inwoners (2005). De plaats maakt deel uit van het arrondissement Limoux.

## Geografie
De oppervlakte van Ajac bedraagt 5,2 km², de bevolkingsdichtheid is 43,8 inwoners per km².

## Economie
In Ajac zijn het de wijnboeren die de economische dienst uitmaken. Daarbij beperken ze zich tot de teelt van de druiven. De productie en verkoop van de wijn laten ze – op een uitzondering (GAEC Dalbiès) na - over aan een van de twee coöperaties in Limoux: Sieur d'Arques en Anne de Joyeuse. Daar maken ze onder andere de Blanquette de Limoux en de Crémant de Limoux van deze druiven.
De onderstaande kaart toont de ligging van Ajac met de belangrijkste infrastructuur en aangrenzende gemeenten.

## Demografie
Onderstaande figuur toont het verloop van het inwonertal (bron: INSEE-tellingen).

Vanwege een beveiligingsprobleem met de MediaWiki Graph-software is het momenteel niet mogelijk deze grafiek weer te geven. Zodra de software is bijgewerkt zal de grafiek vanzelf weer zichtbaar worden.